# Boune
Boune je vesnice v regionu Ziguinchor v Senegalu.

## Geografie
Boune se nachází v nadmořské výšce 6 m n. m. v oblasti Casamance.

## Obyvatelstvo
V roce 2002 žilo ve vesnici Boune 407 obyvatel.